# Атлетика на Летњим параолимпијским играма 2016 — 1.500 метара за жене T11
Трка на 1.500 метара у класи 11 за жене, била је једна од 29 дисциплина атлетског програма на Летњим параолимпијским играма 2016. у Рио де Жанеиру, Бразил. Такмичење је одржано 15. и 17. септембра на Олимпијском стадиону Жоао Авеланж.

## Земље учеснице
Учествовало је 11 такмичара из 11 земаља.
1. Ангола (1)
2. Бразил (1)
3. Јужноафричка Република (1)
4. Кенија (1)
5. Кина (1)
6. Колумбија (1)
7. Мексико (1)
8. Португалија (1)
9. САД (1)
10. Турска (1)
11. Чиле (1)

## Рекорди пре почетка такмичења
(стање 8. септембра 2016)
| Рекорди пре почетка Параолимпијске игара 2016.      | Рекорди пре почетка Параолимпијске игара 2016. | Рекорди пре почетка Параолимпијске игара 2016. | Рекорди пре почетка Параолимпијске игара 2016. | Рекорди пре почетка Параолимпијске игара 2016. | Рекорди пре почетка Параолимпијске игара 2016. |
| --------------------------------------------------- | ---------------------------------------------- | ---------------------------------------------- | ---------------------------------------------- | ---------------------------------------------- | ---------------------------------------------- |
| Светски рекорд                                      | 4:44,06                                        | Ђин Џенг                                       | Кина                                           | Инчон, Јужна Кореја                            | 19. октобар 2014.                              |
| Параолимпијски рекорд                               | 4:48,88                                        | Аналиса Минети                                 | Италија                                        | Лондон, Уједињено Краљевство                   | 4. септембар 2012.                             |
| Рекорди после завршених Параолимпијских игара 2016. |                                                |                                                |                                                |                                                |                                                |
| Параолимпијски рекорд                               | 4:47,36                                        | Ђин Џенг                                       | Кина                                           | Рио де Жанеиро, Бразил                         | 15. септембар 2016.                            |
| Светски рекорд                                      | 4:38,92                                        | Ђин Џенг                                       | Кина                                           | Рио де Жанеиро, Бразил                         | 17. септембар 2016.                            |
| Параолимпијски рекорд                               | 4:38,92                                        | Ђин Џенг                                       | Кина                                           | Рио де Жанеиро, Бразил                         | 17. септембар 2016.                            |

## Сатница
| Датум               | Време | Ниво               |
| ------------------- | ----- | ------------------ |
| 15. септембар 2016. | 12:43 | Квалификације (Г1) |
| 15. септембар 2016. | 12:51 | Квалификације (Г2) |
| 17. септембар 2016. | 17:58 | Финале             |

Сва времена су по локалном времену (UTC+3)

## Освајачи медаља
|                 |                              |                                    |
| Ђин Џенг · Кина | Ненси Челангат Коеч · Кенија | Марица Аранго Буитраго · Колумбија |

## Резултати

### Квалификације
Квалификације су одржане 15.9.2016. годину у 12:43 и 12:51. Такмичарке су биле подељене у две групе. У финале су се пласирале прве 2 такмичарке из сваке групе и 2 на основу резултата.,,
| Пласман | Група | Атлетичарка                     | Земља                  | Класа | ЛР      | ЛРС     | Резултат | Белешка    |
| ------- | ----- | ------------------------------- | ---------------------- | ----- | ------- | ------- | -------- | ---------- |
| 1.      | 1     | Ђин Џенг                        | Кина                   | Т11   | 4:38,66 | 4:46,19 | 4:47,36  | КВ, ПР     |
| 2.      | 1     | Ненси Челангат Коеч             | Кенија                 | Т11   | 5:11,07 | 5:11,07 | 4:48,70  | КВ, РР, ЛР |
| 3.      | 2     | Марица Аранго Буитраго          | Колумбија              | Т11   | 4:47,98 | 4:47,98 | 4:58,43  |            |
| 4.      | 2     | Моника Оливија Родригез Саведра | Мексико                | Т11   | 5:06,80 | 5:06,80 | 5:01,47  | КВ, ЛР     |
| 5.      | 1     | Рената Базоне Тејшејра          | Бразил                 | Т11   | 4:59,93 | 5:02,30 | 5:06,09  | кв         |
| 6.      | 2     | Ивоне Москуера-Шмит             | САД                    | Т11   | 4:57,68 | 4:57,68 | 5:12,28  | кв         |
| 7.      | 1     | Ознур Алумур                    | Турска                 | Т11   | 5:11,59 | 5:11,59 | 5:14,19  |            |
| 8.      | 2     | Бефилија Буја                   | Ангола                 | Т11   | 5:03,36 | 5:03,36 | 5:24,01  |            |
| 9.      | 2     | Марија Фјуза                    | Португалија            | Т11   | 5:02,75 | 5:21,46 | 5:24,14  |            |
| 10.     | 2     | Паула Гузман                    | Чиле                   | Т11   | 5:33,44 | 5:33,44 | 5:37,26  |            |
|         | 1     | Louzanne Coetzee                | Јужноафричка Република | Т11   | 5:00,25 | 5:00,25 | Диск.    | чл. 7.10   |

### Финале
Такмичење је одржано 14.9.2016. годину у 17:50.
| Пласман | Атлетичарка                     | Земља     | Класа | Резултат | Белешка |
| ------- | ------------------------------- | --------- | ----- | -------- | ------- |
|         | Ђин Џенг                        | Кина      | Т11   | 4:38,92  | СР, ПР  |
|         | Ненси Челангат Коеч             | Кенија    | Т11   | 4:42,12  | РР, ЛР  |
|         | Марица Аранго Буитраго          | Колумбија | Т11   | 4:45,33  | РР, ЛР  |
| 4.      | Рената Базоне Тејшејра          | Бразил    | Т11   | 5:01,75  | ЛРС     |
| 5.      | Моника Оливија Родригез Саведра | Мексико   | Т11   | 5:03,14  |         |
| 6.      | Ивоне Москуера-Шмит             | САД       | Т11   | 5:08,97  |         |

#### Пролазна времена (финале)
| Дистанца | Време   | Атлетичарка            | Земља     |
| -------- | ------- | ---------------------- | --------- |
| 400 м    | 1:15,19 | Марица Аранго Буитраго | Колумбија |
| 800 м    | 2:29,72 | Ђин Џенг               | Кина      |
| 1.200 м  | 3:41,80 | Ђин Џенг               | Кина      |